# Ernesto Dentice di Frasso
Ernesto Dentice di Frasso (Napoli, 10 ottobre 1825 – Livorno, 23 ottobre 1886) è stato un politico italiano.

## Biografia
Appartenente a una famiglia aristocratica del Regno delle Due Sicilie, fu padre di Alfredo e di Luigi, entrambi senatori del regno d'Italia.